# Ломонг, Лопес
Лопес Ломонг (настоящее имя Лопепе Ломонг) — американский бегун на средние и длинные дистанции.
Родился в небольшой деревушке Кимотонг — территория современного Южного Судана. Во время гражданской войны был похищен неизвестными, и многие годы считался пропавшим без вести. После того, как ему удалось бежать из плена, он пересёк границу с Кенией и поселился в пригороде Найроби в лагере беженцев, где прожил 10 лет. С помощью благотворительной католической организации он уехал в США в 2001 году. В 2007 году получил американское гражданство.
На церемонии открытия олимпийских игр 2008 года был знаменосцем сборной США. На Олимпиаде в Пекине занял 12-е место на дистанции 1500 метров. На Олимпиаде в Лондоне занял 10-е место в беге на 5000 метров. Занял 6-е место в беге на 3000 метров на чемпионате мира в помещении 2012 года. Выступал на чемпионате мира 2013 года в Москве на дистанции 1500 метров, но не смог выйти в финал.
Победитель соревнований Millrose Games 2013 года в беге на 1 милю с рекордом соревнований — 3.51,21.
В настоящее время владеет рекордом США на дистанции 5000 метров в помещении — 13.07,00.